# Grand Prix de Ouest-France 2015
Il Grand Prix de Ouest-France 2015, settantanovesima edizione della corsa e valido come ventiquattresima prova dell'UCI World Tour 2015, si svolse il 30 agosto 2015 su un percorso di 229,1 km. Fu vinto dal norvegese Alexander Kristoff, giunto al traguardo con il tempo di 5h31'32" alla media di 41,44 km/h.

## Squadre partecipanti
| N.      | Cod. | Squadra                    |
| ------- | ---- | -------------------------- |
| 1-8     | IAM  | IAM Cycling                |
| 11-18   | STH  | Southeast Pro Cycling Team |
| 21-28   | FDJ  | FDJ                        |
| 31-39   | AST  | Astana Pro Team            |
| 41-48   | TLJ  | Team Lotto NL-Jumbo        |
| 51-58   | BMC  | BMC Racing Team            |
| 61-68   | TCG  | Team Cannondale-Garmin     |
| 71-78   | ALM  | AG2R La Mondiale           |
| 81-88   | CLT  | Cult Energy Pro Cycling    |
| 91-98   | LTS  | Lotto-Soudal               |
| 101-108 | MOV  | Movistar Team              |
| 111-118 | EQS  | Etixx-Quick Step           |

| N.      | Cod. | Squadra                      |
| ------- | ---- | ---------------------------- |
| 121-128 | OGE  | Orica-GreenEDGE              |
| 131-138 | EUC  | Team Europcar                |
| 141-149 | TGA  | Team Giant-Alpecin           |
| 151-158 | KAT  | Team Katusha                 |
| 161-168 | SKY  | Team Sky                     |
| 171-178 | TCS  | Tinkoff-Saxo                 |
| 181-188 | BSE  | Bretagne-Séché Environnement |
| 191-198 | COF  | Cofidis                      |
| 201-208 | LAM  | Lampre-Merida                |
| 211-218 | TFR  | Trek Factory Racing          |
| 221-228 | CCC  | CCC Sprandi Polkowice        |
| 231-238 | WGG  | Wanty-Groupe Gobert          |

## Ordine d'arrivo (Top 10)
| Pos. | Corridore            | Squadra      | Tempo    |
| ---- | -------------------- | ------------ | -------- |
| 1    | Alexander Kristoff   | Katusha      | 5h31'32" |
| 2    | Simone Ponzi         | Southest     | s.t.     |
| 3    | Ramūnas Navardauskas | Cannondale   | s.t.     |
| 4    | Grega Bole           | CCC          | s.t.     |
| 5    | Jürgen Roelandts     | Lotto-Soudal | s.t.     |
| 6    | Anthony Roux         | FDJ          | s.t.     |
| 7    | Armindo Fonseca      | Bretagne     | s.t.     |
| 8    | Wout Poels           | Sky          | s.t.     |
| 9    | Rasmus Guldhammer    | Cult Energy  | s.t.     |
| 10   | Magnus Cort Nielsen  | Orica        | s.t.     |